# Sliman Guitoun
Sliman Guitoun (de son vrai nom Amar Guitoun) est un footballeur franco-algérien né le 12 septembre 1924 à Saint-Eugène (act. Bologhine) en Algérie et mort le 5 juin 2003 à Bar-sur-Seine. Cet attaquant révélé au Mouloudia d'Alger a fait carrière en France en Division 2 dans les années 1950.

## Carrière de joueur
- avant 1945: AS St-Eugène
- 1945-1946: Mouloudia d'Alger
- 1946-1947: CO Perpignan
- 1947-1948: AS des Charentes
- 1948-1952: AS Troyes-Savinienne
- 1952-1954: FC Grenoble
- 1954-1955: FC Rouen

## Source
- Marc Barreaud, Dictionnaire des footballeurs étrangers du championnat professionnel français (1932-1997), l'Harmattan, 1997. cf. notice du joueur page 75.
- http://sebbar.kazeo.com/ancienne-gloire/guitoun-amar-1954-1955,a527381.html